# Friction, Baby
Friction, Baby es el tercer álbum de estudio de Better Than Ezra. Fue lanzado el 13 de agosto de 1996. Luego del lanzamiento de este álbum, el grupo tomó un año libre en 1997 después de hacer una gira.
El título del álbum viene de una entrevista para la televisión con Keith Richards de los Rolling Stones. Cuando se le preguntó como él y Mick Jagger habían estado juntos por tanto tiempo, Richards tomó una calada larga de su cigarrillo y dijo "friction, baby" (en español, "fricción, nena"). Esto también puede ser una referencia al hecho de que el grupo había reemplazado a su baterista original, Cary Boonecaze, en el periodo entre la grabación de Deluxe y Friction, Baby.

## Lista de canciones
Todas las canciones escritas y compuestas por Kevin Griffin.
1. "King of New Orleans" – 4:07
2. "Rewind" – 3:07
3. "Long Lost" – 3:40
4. "Normal Town" – 3:39
5. "Scared, Are You?" – 4:06
6. "Return of the Post Moderns" – 2:54
7. "Hung the Moon" – 3:46
8. "Desperately Wanting" – 4:37
9. "Still Life With Cooley" – 3:58
10. "WWOZ" – 4:20
11. "Happy Endings" – 2:43
12. "Speeding Up to Slow Down" – 4:09
13. "At Ch. Degaulle, Etc." – 2:16 or 6:37
  - "Mejor de Ezra" (3:17) starts at 3:20 on later pressings.

En las primeras copias del álbum, la pista escondida "Mejor de Ezra" está en los espacios negativos antes de la pista 1. Las posteriores copias del álbum acomodaron esta pista secreta al final.

## Créditos
- Kevin Griffin - guitarra, voces
- Tom Drummond - bajo
- Travis McNabb - batería

### Músicos adicionales
- Joan Wasser - violín
- Peter Holsapple - piano, órgano, mandolina
- Anthony Dagrade - saxofón, clarinete, flauta
- Jamil Sharie - trompeta
- Mark Mullins - trombón
- Matthew Perrine - tuba
- Lawrence Sieberth - piano